# مایا گئورگیه‌وا
مایا گئورگیه‌وا (بلغاری: Мая Владимирова Георгиева؛ زادهٔ ۷ مهٔ ۱۹۵۵) بازیکن والیبال اهل بلغارستان است.
از باشگاه‌هایی که در آن بازی کرده‌است می‌توان به اشاره کرد.